# جک هاروی (کارگردان)
جان جوزف هاروی شناخته شده با نام جک هاروی (انگلیسی: Jack Harvey؛ ۱۶ سپتامبر ۱۸۸۱ – ۹ نوامبر ۱۹۵۴) کارگردان، هنرپیشه و فیلم‌نامه‌نویس اهل کشور ایالات متحده آمریکا بود. شهرت وی به خاطر ساخت فیلم‌های صامت کوتاه است.